# Michael Robertson
Michael Robertson (ur. 16 czerwca 1982 r.) – australijski narciarz dowolny. Najlepszy wynik na mistrzostwach świata osiągnął podczas mistrzostw w Deer Valley, gdzie zajął 12. miejsce w jeździe po muldach. Zajął także 24. miejsce w tej samej konkurencji na igrzyskach olimpijskich w Turynie. Najlepsze wyniki w Pucharze Świata osiągnął w sezonie 2001/2002, kiedy to zajął 50. miejsce w klasyfikacji generalnej.
W 2007 r. zakończył karierę.

## Sukcesy

### Igrzyska olimpijskie
| Miejsce | Dzień     | Rok  | Miejscowość | Konkurencja      | Zwycięzca       |
| ------- | --------- | ---- | ----------- | ---------------- | --------------- |
| 24.     | 15 lutego | 2006 | Turyn       | Jazda po muldach | Dale Begg-Smith |

### Mistrzostwa Świata
| Miejsce | Dzień       | Rok  | Miejscowość          | Konkurencja                 | Zwycięzca                 |
| ------- | ----------- | ---- | -------------------- | --------------------------- | ------------------------- |
| 12.     | 31 stycznia | 2003 | Deer Valley          | Jazda po muldach            | Mikko Ronkainen           |
| 17.     | 1 lutego    | 2003 | Deer Valley          | Jazda po muldach podwójnych | Jeremy Bloom              |
| 26.     | 19 marca    | 2005 | Ruka                 | Jazda po muldach            | Nathan Roberts            |
| 17.     | 20 marca    | 2005 | Ruka                 | Muldy podwójne              | Toby Dawson               |
| 50.     | 9 marca     | 2007 | Madonna di Campiglio | Jazda po muldach            | Pierre-Alexandre Rousseau |

### Puchar Świata

#### Miejsca w klasyfikacji generalnej
- 2001/2002 – 50.
- 2002/2003 – -
- 2003/2004 – 76.
- 2004/2005 – 109.
- 2005/2006 – 68.
- 2006/2007 – 126.

#### Miejsca na podium
1. Oberstdorf – 18 grudnia 2005 (Jazda po muldach) – 3. miejsce